# Enrico Albertosi
Enrico Albertosi (født 2. november 1939 i Pontremoli, Italien) er en italiensk tidligere fodboldspiller (målmand).
Albertosi blev europamester med Italiens landshold ved EM 1968 på hjemmebane, uden dog at komme på banen i turneringen. I alt nåede han at spille 34 kampe for landsholdet, og han deltog også ved både VM 1962 i Chile, VM 1966 i England, VM 1970 i Mexico og VM 1974 i Vesttyskland.
På klubplan tilbragte Albertosi sin hele 26 år lange seniorkarriere i hjemlandet, hvor han spillede for blandt andet Fiorentina, Cagliari og AC Milan. Han vandt det italienske mesterskab med både Cagliari og Milan.